# 1156
Il 1156 (MCLVI in numeri romani) è un anno bisestile del XII secolo.

## Eventi
- Fine del Principato normanno di Capua assorbito dal Regno di Sicilia.
- Fondazione dell'Ordine carmelitano.
- 28 maggio - Bari viene rasa al suolo da Guglielmo I di Sicilia.
- 18 giugno - Stipula del Trattato di Benevento.
- distruzione di Teramo da parte di Roberto III di Loritello.

## Nati
- 27 ottobre - Raimondo VI di Tolosa, trovatore francese († 1222)
- Bona di Pisa, santa italiana († 1207)
- Isacco II Angelo, imperatore bizantino († 1204)
- Magnus V di Norvegia, re norvegese († 1184)
- Matilde d'Inghilterra, duchessa († 1189)

## Morti
- 17 gennaio - André de Montbard, cavaliere medievale francese
- 20 gennaio - Enrico di Uppsala, vescovo cattolico e santo britannico
- 7 maggio - Ratibor I di Pomerania, nobile
- 20 luglio - Toba, imperatore giapponese (n. 1103)
- 30 luglio - Atsïz (n. 1098)
- 4 agosto - Ottone IV di Wittelsbach, nobile tedesco
- 12 agosto - Bianca Garcés di Navarra (n. 1137)
- 2 ottobre - Ermanno di Stahleck, nobile tedesco
- 25 dicembre - Pietro il Venerabile, abate, santo e teologo francese (n. 1092)
- 25 dicembre - Sverker I di Svezia, re
- Ambaghai, sovrano e condottiero mongolo
- Asclettino, religioso e politico italiano
- Demetrio I di Georgia, re (n. 1093)
- Elvira di Castiglia, nobile
- Hoel III di Bretagna, nobile francese
- Domenico Morosini, militare, diplomatico e politico italiano
- Michele Paleologo, generale bizantino
- Tairrdelbach Ua Conchobair, re irlandese (n. 1088)
- Mas'ud I, sultano
- Simone del Vasto, nobile italiano
- Guglielmo, conte di Poitiers, nobile britannico (n. 1153)

## Calendario
| Calendario 1156 | Calendario 1156 | Calendario 1156 | Calendario 1156 | Calendario 1156 | Calendario 1156 | Calendario 1156 | Calendario 1156 | Calendario 1156 | Calendario 1156 | Calendario 1156 | Calendario 1156 | Calendario 1156 | Calendario 1156 | Calendario 1156 | Calendario 1156 | Calendario 1156 | Calendario 1156 | Calendario 1156 | Calendario 1156 | Calendario 1156 | Calendario 1156 | Calendario 1156 | Calendario 1156 | Calendario 1156 | Calendario 1156 | Calendario 1156 | Calendario 1156 | Calendario 1156 | Calendario 1156 | Calendario 1156 | Calendario 1156 | Calendario 1156 |
| --------------- | --------------- | --------------- | --------------- | --------------- | --------------- | --------------- | --------------- | --------------- | --------------- | --------------- | --------------- | --------------- | --------------- | --------------- | --------------- | --------------- | --------------- | --------------- | --------------- | --------------- | --------------- | --------------- | --------------- | --------------- | --------------- | --------------- | --------------- | --------------- | --------------- | --------------- | --------------- | --------------- |
|                 | 1               | 2               | 3               | 4               | 5               | 6               | 7               | 8               | 9               | 10              | 11              | 12              | 13              | 14              | 15              | 16              | 17              | 18              | 19              | 20              | 21              | 22              | 23              | 24              | 25              | 26              | 27              | 28              | 29              | 30              | 31              |                 |
| Gennaio         | Do              | Lu              | Ma              | Me              | Gi              | Ve              | Sa              | Do              | Lu              | Ma              | Me              | Gi              | Ve              | Sa              | Do              | Lu              | Ma              | Me              | Gi              | Ve              | Sa              | Do              | Lu              | Ma              | Me              | Gi              | Ve              | Sa              | Do              | Lu              | Ma              |                 |
| Febbraio        | Me              | Gi              | Ve              | Sa              | Do              | Lu              | Ma              | Me              | Gi              | Ve              | Sa              | Do              | Lu              | Ma              | Me              | Gi              | Ve              | Sa              | Do              | Lu              | Ma              | Me              | Gi              | Ve              | Sa              | Do              | Lu              | Ma              | Me              |                 |                 |                 |
| Marzo           | Gi              | Ve              | Sa              | Do              | Lu              | Ma              | Me              | Gi              | Ve              | Sa              | Do              | Lu              | Ma              | Me              | Gi              | Ve              | Sa              | Do              | Lu              | Ma              | Me              | Gi              | Ve              | Sa              | Do              | Lu              | Ma              | Me              | Gi              | Ve              | Sa              |                 |
| Aprile          | Do              | Lu              | Ma              | Me              | Gi              | Ve              | Sa              | Do              | Lu              | Ma              | Me              | Gi              | Ve              | Sa              | Do              | Lu              | Ma              | Me              | Gi              | Ve              | Sa              | Do              | Lu              | Ma              | Me              | Gi              | Ve              | Sa              | Do              | Lu              |                 |                 |
| Maggio          | Ma              | Me              | Gi              | Ve              | Sa              | Do              | Lu              | Ma              | Me              | Gi              | Ve              | Sa              | Do              | Lu              | Ma              | Me              | Gi              | Ve              | Sa              | Do              | Lu              | Ma              | Me              | Gi              | Ve              | Sa              | Do              | Lu              | Ma              | Me              | Gi              |                 |
| Giugno          | Ve              | Sa              | Do              | Lu              | Ma              | Me              | Gi              | Ve              | Sa              | Do              | Lu              | Ma              | Me              | Gi              | Ve              | Sa              | Do              | Lu              | Ma              | Me              | Gi              | Ve              | Sa              | Do              | Lu              | Ma              | Me              | Gi              | Ve              | Sa              |                 |                 |
| Luglio          | Do              | Lu              | Ma              | Me              | Gi              | Ve              | Sa              | Do              | Lu              | Ma              | Me              | Gi              | Ve              | Sa              | Do              | Lu              | Ma              | Me              | Gi              | Ve              | Sa              | Do              | Lu              | Ma              | Me              | Gi              | Ve              | Sa              | Do              | Lu              | Ma              |                 |
| Agosto          | Me              | Gi              | Ve              | Sa              | Do              | Lu              | Ma              | Me              | Gi              | Ve              | Sa              | Do              | Lu              | Ma              | Me              | Gi              | Ve              | Sa              | Do              | Lu              | Ma              | Me              | Gi              | Ve              | Sa              | Do              | Lu              | Ma              | Me              | Gi              | Ve              |                 |
| Settembre       | Sa              | Do              | Lu              | Ma              | Me              | Gi              | Ve              | Sa              | Do              | Lu              | Ma              | Me              | Gi              | Ve              | Sa              | Do              | Lu              | Ma              | Me              | Gi              | Ve              | Sa              | Do              | Lu              | Ma              | Me              | Gi              | Ve              | Sa              | Do              |                 |                 |
| Ottobre         | Lu              | Ma              | Me              | Gi              | Ve              | Sa              | Do              | Lu              | Ma              | Me              | Gi              | Ve              | Sa              | Do              | Lu              | Ma              | Me              | Gi              | Ve              | Sa              | Do              | Lu              | Ma              | Me              | Gi              | Ve              | Sa              | Do              | Lu              | Ma              | Me              |                 |
| Novembre        | Gi              | Ve              | Sa              | Do              | Lu              | Ma              | Me              | Gi              | Ve              | Sa              | Do              | Lu              | Ma              | Me              | Gi              | Ve              | Sa              | Do              | Lu              | Ma              | Me              | Gi              | Ve              | Sa              | Do              | Lu              | Ma              | Me              | Gi              | Ve              |                 |                 |
| Dicembre        | Sa              | Do              | Lu              | Ma              | Me              | Gi              | Ve              | Sa              | Do              | Lu              | Ma              | Me              | Gi              | Ve              | Sa              | Do              | Lu              | Ma              | Me              | Gi              | Ve              | Sa              | Do              | Lu              | Ma              | Me              | Gi              | Ve              | Sa              | Do              | Lu              |                 |